# Árabe kuwaitiano
O árabe kuwaitiano, também conhecido apenas como kuwaiti (em árabe kuwaitino كويتي, /kwe:ti/), é um variante dialetal do árabe do Golfo falado no Kuwait. Usado para comunicações diárias, o árabe kuwaitiano não possui status oficial, este reservado ao árabe moderno padrão para fins oficiais, educacionais, comerciais e midiáticos, mas devido à indústria de telenovela do Kuwait, a variante do árabe kuwaitiano se espalhou pelo mundo de língua árabe e se tornou familiar até mesmo para pessoas em países como Tunísia e Jordânia. O árabe kuwaitiano compartilha muitos recursos fonéticos exclusivos dos variantes do Golfo Pérsico.